# Rhodostrophia excellens
Rhodostrophia excellens är en fjärilsart som beskrevs av Louis Beethoven Prout 1938. Rhodostrophia excellens ingår i släktet Rhodostrophia och familjen mätare. Inga underarter finns listade.